# Bipiramidă triunghiulară alungită
În geometrie bipiramida triunghiulară alungită sau prisma triunghiulară triakis este un poliedru convex construit prin alungirea unei bipiramide triunghiulare prin inserarea unei prisme triunghiulare între bazele piramidelor (bazele prismei și ale piramidelor trebuie să fie congruente). Dacă fețele sunt regulate, este poliedrul Johnson (J14 ). Având 9 fețe, este un eneaedru.

## Mărimi asociate
Următoarele formule pentru înălțime h, arie A și volum V sunt stabilite pentru lungimea laturilor tuturor poligoanelor (care sunt regulate) a:
{\displaystyle h={\frac {3+2{\sqrt {6}}}{3}}\cdot a\approx \cdot 2,632993\,a\,,}
{\displaystyle A={\frac {3}{2}}(2+{\sqrt {3}})\,a^{2}\approx 5,598076\,a^{2},}
{\displaystyle V={\frac {1}{12}}\left(2{\sqrt {2}}+3{\sqrt {3}}\right)\,a^{3}\approx 0,668715\,a^{3}.}

## Poliedru dual
Dualul bipiramidei triunghiulare alungite este bitrunchiul triunghiular, care are 8 fețe: 6 trapeze și 2 triunghiuri.
| Dualul bipiramidei triunghiulare alungite | Desfășurata dualului |
| ----------------------------------------- | -------------------- |
|                                           |                      |